# ادمستون غربی (نیویورک)
ادمستون غربی (به انگلیسی: West Edmeston) یک منطقهٔ مسکونی در ایالات متحده آمریکا است که در نیویورک واقع شده‌است.